# Mowag Puma
Der Mowag Puma war der Prototyp eines Radpanzers des Schweizer Unternehmens Mowag.

## Geschichte und Entwicklung
Zunächst als Fahrzeugfamilie mit den Typen 4×4, 6×6 und 8×8 konzipiert und in den Ausführungen 4×4 und 6×6 gebaut, lag das Konzept einer Fahrzeugfamilie mit verschiedenen Gewichtsklassen zu Grunde.
Speziell an der Puma-Familie waren die Schwimmfähigkeit, die hohe Nutzlast, die hohe Wendigkeit sowie die Operationsfähigkeit in ABC-verseuchtem Gebiet. Beim 6×6 Puma sind die Räder der ersten und der dritten Achse gelenkt und ermöglichen einen engen Wendekreis, die Räder der mittleren Achse sind ungelenkt. Hinter den beiden Hinterrädern befindet sich jeweils eine Schiffsschraube. Der Motor ist in der Front untergebracht. Die Grenadiere können das Fahrzeug durch eine Flügeltürluke im Dach hinter dem Turm verlassen oder durch eine grosse Flügeltüre am Heck des Fahrzeuges, diese Türe bildet die senkrechte Heckpartie.
Der Puma lieferte wichtige Ergebnisse für den Radpanzer Mowag Shark 8×8. Ein Prototyp des Puma, der an verschiedene Erprobungen in der Schweiz sowie an Vorführungen auf dem Gurnigel, in Brugg und dem Oerlikon-Bührle-Werksgelände Ochsenboden in Unteriberg teilnahm, befindet sich heute im Schweizerischen Militärmuseum Full. Der Puma ging aber nie in den Serienbau.